# Kajo Lang

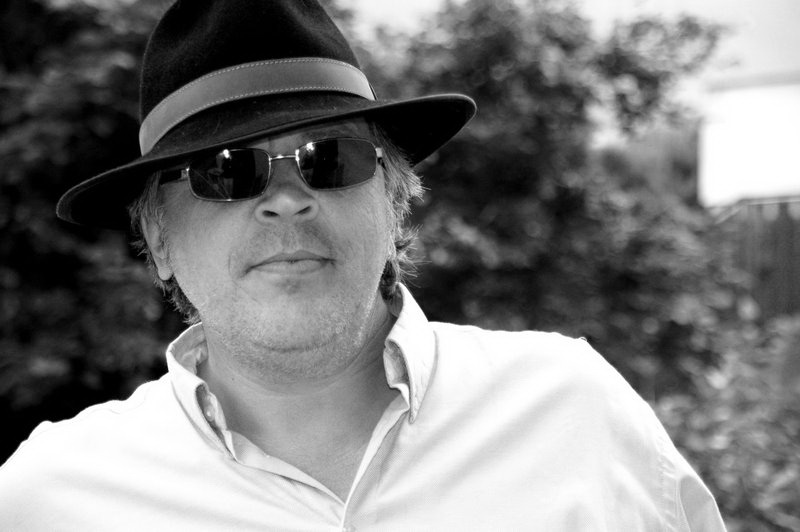
Kajo Lang

Kajo Lang (* 9. Mai 1959 in Bad Kreuznach) ist ein deutscher Schriftsteller mit US-amerikanischen Wurzeln.

## Leben
Kajo Lang wuchs im Münsterland auf und entdeckte spät, dass er adoptiert worden war. Neben der Suche nach seinen Wurzeln studierte Lang in Hannover und Freiburg im Breisgau Germanistik, Literatur- und Theaterwissenschaft. Mittels einer Sonderbegabtenförderung des Landes Baden-Württemberg absolvierte er eine Journalistenschule. Danach arbeitete er als Pressereferent der IG Metall, wechselte 1990 zum ehemaligen Radio DDR nach Schwerin, das nach der Wende Radio Mecklenburg-Vorpommern (RMV, heute NDR) hieß. Danach arbeitete er als Korrespondent beim Europaparlament in Strasbourg. 1993 wurde er Chefredakteur einer Karlsruher Medienagentur.
2005 veröffentlichte Lang den autobiografisch angelehnten Roman „angenommen“, in dem die eigene Existenzsuche zum Synonym für die mikroskopisch genaue Beschreibung Nachkriegsdeutschlands verwoben ist.
2008 – nach 31-jähriger Suche – fand Lang seinen US-amerikanischen Bruder sowie drei Schwestern, ebenfalls in den USA.
Kajo Lang arbeitet als freier Journalist und Drehbuchautor für verschiedene TV-Sender und ist seit 2007 Vorsitzender des Kreisverbands Baden-Baden/Rastatt des Deutschen Journalisten-Verbands (DJV).
Seit 1998 lebt Kajo Lang in Baden-Baden.
Lang ist Autor von Romanen, Kurzgeschichten, Erzählungen, Theaterstücken, Kinderbüchern, Gedichten, PoemStories, Fernsehdrehbüchern. Seine Themen reichen von Befreiung, Sinnsuche, Existenzfragen bis hin zu Amok. 1990 initiierte Lang die weltweit erste empirische Erhebung zur Amokforschung am Max-Planck-Institut für ausländisches und internationales Strafrecht und Forensische Psychologie an der Albert-Ludwigs-Universität Freiburg, bei Helmut Kury. Daraus entstand 1991 Langs Erzählung „Amok“.
Kajo Lang ist Erfinder der PoemStory.
„Langs Werk ist von beeindruckender Aktualität in kritischster Form, weil es haarscharf, fast verletzend am Nerv der Zeit sägt.“ – Literarische Gesellschaft Karlsruhe, Allmende Nr. 83, Ausgabe Juni 2009

## Werke
- Von Power und Sabine, Gedichte
- Amokmann, Erzählung
- Amok Liebe Gift, Erzählungen
- angenommen, Roman, ISBN 978-3-939023-00-5
- Mahagonifalle, Erzählung, ISBN 978-3-939023-01-2
- Fido, Kinderbuch, ISBN 978-3-939023-02-9
- Das Doppelbett des Papstes, Kurzgeschichten, Erzählungen, ISBN 978-3-939023-03-6
- Ferne Ufer des Glücks, Roman, ISBN 978-3-89876-624-1
- Mona Lisas Fluch, Roman, ISBN 978-1-4952-4369-1
- Der amerikanische Bruder, Roman, ISBN 978-1-4954-6059-3
- Mann aus Glas, Roman, ISBN 978-1-4959-9672-6
- Sternkind, Sittengemälde/Erzählung, ISBN 978-1-4961-6880-1
- Die Blöße des Tschadors, Novelle, ISBN 978-1-4960-6440-0
- Liebe & andere Vergehen, Gedichte, ISBN 978-1-4959-9684-9
- Charlie in Love, Theaterstück, ISBN 978-1-4961-2765-5
- Ybenstein und das Verlangen, Kriminalroman, ISBN 978-1-4959-9850-8
- Ybenstein und das Vermächtnis, Kriminalroman, ISBN 978-1-5151-6846-1
- Leider krass, Kurzgeschichten, ISBN 978-1-5172-0937-7
- Feuerjongleur, Gedichte, ISBN 978-1-5428-1182-8
- Kirschblütenzauber, ein Liebesroman, ISBN 978-1-5425-4674-4
- Geon, Nouvelle Novelle, ISBN 978-1-9856-9087-5
- Virginia lächelte, Kurzgeschichten, ISBN 978-3-939023-02-9
- Alles was geht, Abenteuerroman, ISBN 979-8776619083
- Via Falsa – der falsche Weg, Roman, ISBN 979-8358376137
- Protokoll der Schande, Nach wahren Begebenheiten, ISBN 978-3-930758-83-8